# Wangeroogs
Het Wangeroogs is het nu niet meer gesproken Friese dialect van het Duitse waddeneiland Wangerooge. Ofschoon er nu slechts nog een paar ouderen in leven zijn die de taal überhaupt gehoord hebben is er door een overvloedige documentatie veel van bekend.
Het Wangeroogs hoorde met het Wurstfries, het Harlingerfries (gesproken in het Duitse Harlingerland, niet in de gelijknamige Nederlandse stad) en het nog bestaande Saterfries tot het Oosterlauwers Fries. Deze benaming wordt evenwel vooral op grond van historische criteria gehanteerd, want de varianten waren/zijn niet onderling te verstaan. Het Wangeroogs was door zijn afgelegen ligging buitengewoon conservatief: Het had als enige West-Germaanse taalvariëteit ten oosten van de Noordzee de th- bewaard (in bijvoorbeeld thrê "drie") en veel onbeklemtoonde eindklinkers waren intact gebleven (schüpu "schepen"), wat binnen de Germaanse talen verder alleen in het IJslands en het Faeröers voorkomt.
Op een geïsoleerd eiland als Wangerooge drong het Nedersaksisch niet door, zodat het Fries er tot in de negentiende eeuw de enige taal bleef. In de eerste helft van de negentiende eeuw begon er gedegen onderzoek naar deze taal, voornamelijk door de gedreven amateur H.G. Ehrentraut (1798–1866), die hier in 1837 mee begon. Zijn aanpak was doelgericht en naar onze maatstaven redelijk wetenschappelijk. De situatie van een zeer kleine (<1000) maar stabiele groep sprekers van dit dialect veranderde in de nieuwjaarsnacht 1854/1855, toen een stormvloed het eiland overspoelde. Meer stormvloeden volgden, en de bewoners van Wangerooge werden herhaaldelijk geëvacueerd naar het vasteland. Ook kwamen er enkele nieuwe bewoners op het eiland wonen. Door deze interferentie werd de toekomst van de taal onzeker en gingen steeds meer eilanders over op het Nedersaksisch. Rond 1930 verloor het Wangeroogs definitief zijn functie als omgangstaal; de twee laatste sprekers overleden in 1950.
Onderzoekers van het Fries hebben zich daarna beholpen met het materiaal dat vooral door Ehrentraut werd achtergelaten. Een van hen, de Nederlander Pyt Kramer, vond in de jaren negentig in diens nalatenschap meer dan duizend handgeschreven pagina's Wangeroogs, vooral met sprookjes beschreven. Door dit - niet-gepubliceerde -  materiaal is het Wangeroogs uitzonderlijk goed bekend geworden.